# Sphenoptera brevior
Sphenoptera brevior es una especie de escarabajo del género Sphenoptera, familia Buprestidae. Fue descrita científicamente por Pic en 1896.

## Distribución
Habita en la región paleártica.